# Rijeka
Rijeka (italsky Fiume, německy St. Veit am Flaum, slovinsky Reka, dříve maďarsky Szentvit) je přístavní město v severním Chorvatsku. Leží v Kvarnerském zálivu Jaderského moře, východně od Istrie. V roce 2021 žilo ve městě 107 964 obyvatel, v celé aglomeraci žije přibližně 305 000 obyvatel a je tak třetím největším městem v Chorvatsku. Rijeka je hlavním městem Přímořsko-gorskokotarské župy, dále potom sídlem katolického arcibiskupství a také fotbalového klubu HNK Rijeka. Je dominantním městem severní části chorvatského pobřeží Jadranu. Patronem města je svatý Vít.

## Název
Název města odkazuje na řeku Rječina, která se v Rijece vlévá do Jaderského moře. Slovo Rijeka označuje v chorvatštině řeku. Slovinský název města Reka je stejného původu. Do italštiny byl název převzat jako Fiume, který rovněž označuje řeku.
V historických pramenech lze nalézt různé podoby názvu. Nejstarší zaznamenaný latinský název zněl Tarsus, resp. Tarsis.

## Historie
Původně zde stála ilyrská osada, kterou vyvrátili Římané. V době Římské říše zde byla liburnská osada, od 7. století byla osídlena Slovany. Město se rozvíjelo okolo pevnosti/hradu Trsat (původně z latinského Tarsa). V roce 799 jej vyplenili Frankové. Ve středověku Rijece vládli aquilejští patriarchové. Ve 13. století získala statut města. Roku 1471 se Rijeka stala majetkem Habsburků, v jejichž područí zůstala dalších 300 let. Jako jednoho z mála měst v regionu se jej nezmocnili Benátčané. V roce 1509 bylo město vypleněno benátským loďstvem a v roce 1530 následně rozsáhle přestavěno. Několikrát jej napadli i Turci, ale stejně jako Benátčané ani oni nikdy Rijeku nedokázali obsadit. V roce 1595 se k ní opět těsně přiblížili, tentokrát z vnitrozemí. V 16. století byla v Rijece také v provozu tiskárna, která tiskla knihy v hlaholici. Později zde bylo založeno jezuitské gymnázium. 
Status svobodného přístavu ale získala Rijeka až rozhodnutím císaře Karla VI. v roce 1719.
V roce 1779 byla z rozhodnutí Marie Terezie dána do správy jako corpus separatum. 

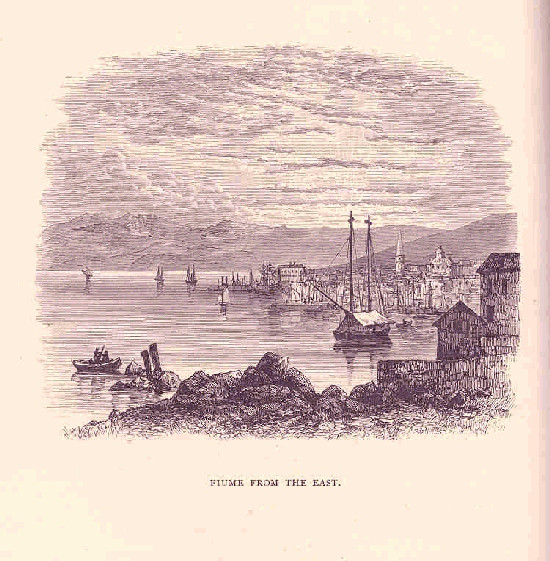
Rijeka na staré kresbě

V závěru 18. století zaznamenala Rijeka značný vzestup migrace směrem do města, přicházely obchodnické rodiny ze Sarajeva i pravoslavných (srbských) oblastí Balkánu.
V letech 1808 až 1814 bylo město během napoleonských válek součástí tzv. Ilyrských provincií, které byly pod nadvládou Francie.
Po rozhodnutí Vídeňského kongresu byla Rijeka navrácena Rakousku a od roku 1822 spadala pod Uhersko. Pro zalitavskou část monarchie představovala jeden z mála přístupů k moři. Proto se uherská vláda v druhé polovině 19. století rozhodla masivně investovat do jejího rozvoje. Značnou zásluhu na rozvoji města měl také tehdejší starosta Giovanni de Ciotta. V roce 1873 byla zprovozněna železnice do Rijeky. Roku 1885 byla dána do provozu také první továrna na výrobu torpéd, resp. zde bylo první torpédo vyvinuto.
Během první světové války bylo město ušetřeno válečného běsnění. Řada místních obyvatel, která byla povolaná do rakousko-uherské armády nicméně na různých bojištích Evropy padla. V závěrečné části konfliktu navíc Rijeka pocítila značný nedostatek základních surovin a potravin. Rozšířený byl hlad, dělníci v loděnicích a přístavech vstupovali do stávek. Vznikaly socialistické organizace (např. rudá garda) a sílily nálady pro sjednocení všech jižních Slovanů do jednoho státu.
Po pádu Rakouska-Uherska v roce 1918 odstartoval závod mezi Itálií a nově vzniklým Královstvím Srbů, Chorvatů a Slovinců (budoucí Jugoslávií) o získání kontroly nad městem. Osud Rijeky měl být rozhodnut na mírových jednáních v Paříži. Její budoucnost nakonec stvrdila Rapallská smlouva, která měla urovnat pohraniční spory mezi Itálií a Jugoslávií. Rovněž předpokládala vznik Svobodného státu Rijeka. Ten existoval do roku 1924, poté byla Rijeka anektována Itálií. Smlouvu o rozdělení státu podepsali Nikola Pašić a Benito Mussolini.

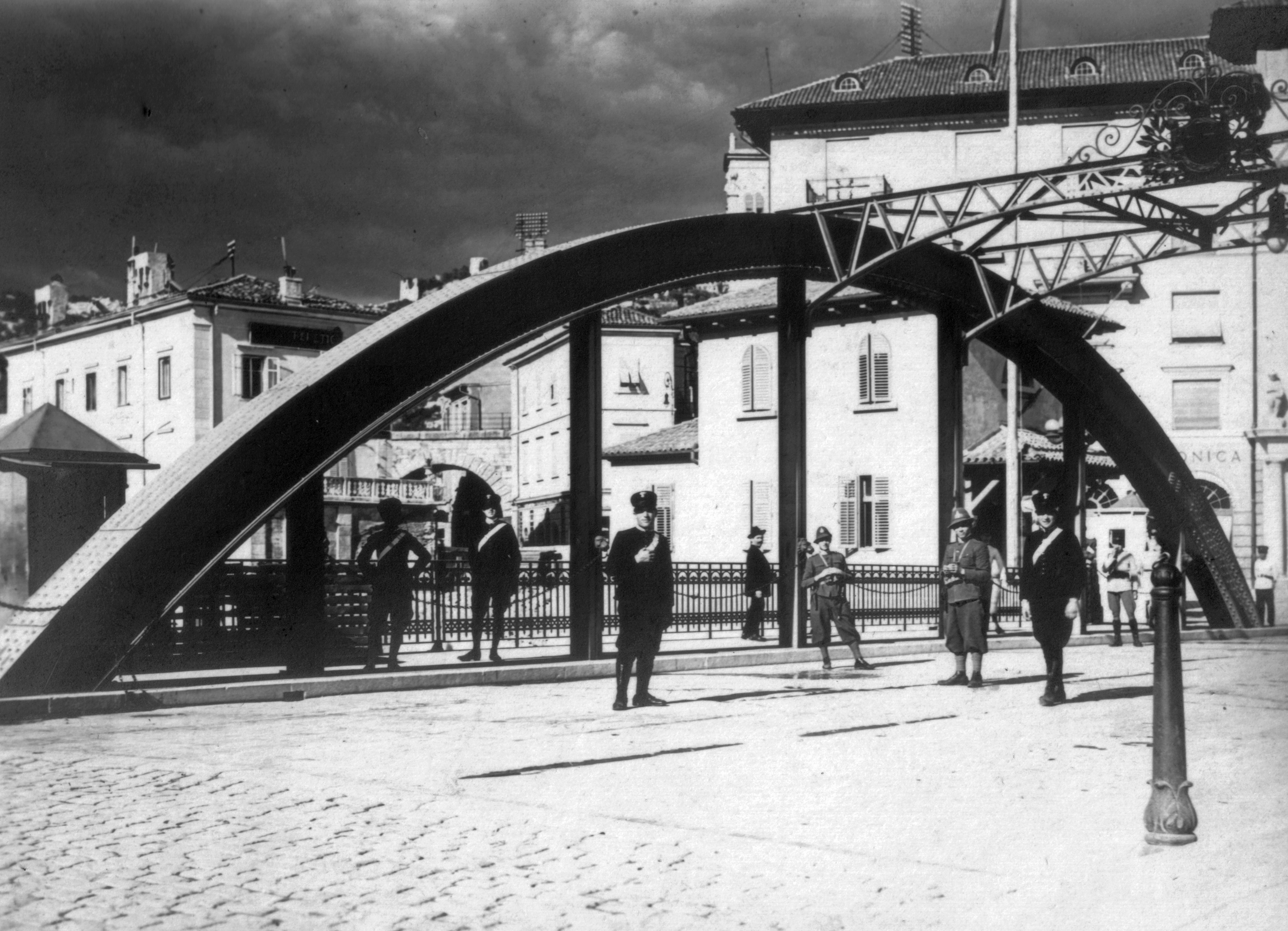
Hraniční most mezi Jugoslávií a Itálií v roce 1930.

V souvislosti s dělením byla v Rijece ustanovena nová Kvarnerská provincie v rámci Itálie, která zahrnovala původní západní část Svobodného státu Rijeka. Přestože město bylo odříznuto od svého vnitrozemí a přišlo o řadu tradičních obchodních vazeb, uchovalo si řadu výhod. Mělo vlastní daňovou politiku a i nadále statut svobodného přístavu.
Během druhé světové války měla Rijeka značný význam pro italské námořnictvo především díky přítomnosti továrny na výrobu torpéd. Po dubnové válce v roce 1941 a obsazení (a rozdělení) Království Jugoslávie získala fašistická Itálie další území v okolí Rijeky. Provincie Kvarner se tak mohla rozšířit i do okolí města. Dne 3. května 1945 osvobodili Rijeku partyzáni.

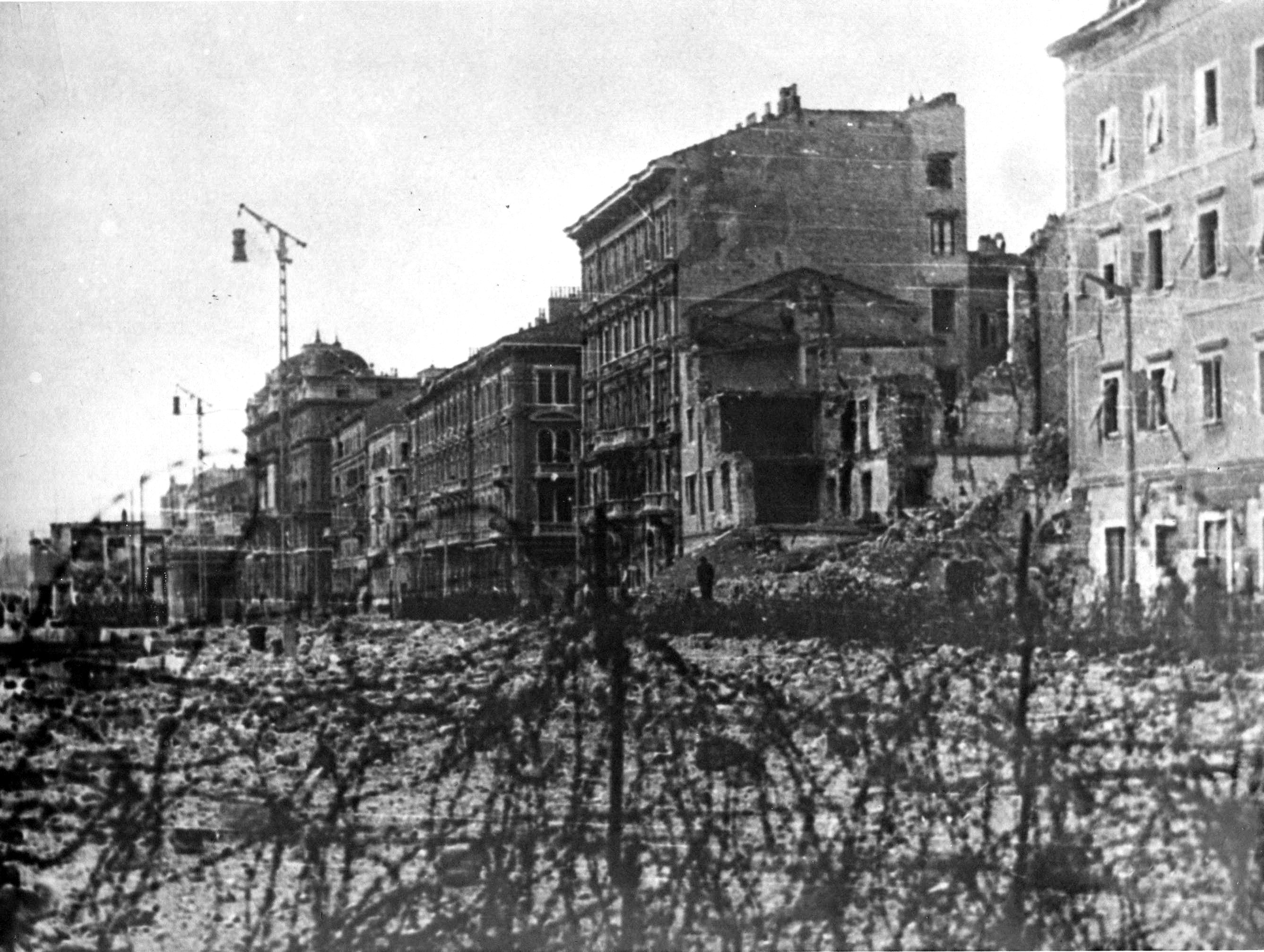
Město po druhé světové válce

Historikové odhadují, že během druhé světové války přišla Rijeka okolo patnácti tisíc obyvatel, pokles činil celých 22 %. Italské obyvatelstvo se po konci války do jisté míry vystěhovalo. V roce 1948 byl k městu administrativně připojen blízký Sušak.
V říjnu 1953 vypukly v Rijece protiitalské nepokoje, následně byl zrušen statut italštiny jako menšinového jazyka.
V komunistické Jugoslávii se Rijeka stala jedním z nejdůležitějších přístavů v zemi a její hospodářství se zaměřilo hlavně na námořní dopravu: byly založeny společnosti na stavbu lodí, výrobu motorů a zpracování ropy. Díky znárodnění se vláda dostala k veškerému kapitálu a mohla zakládat nové společnosti. Jedním ze symbolů se stala např. společnost Brodoprojekt , která se podílela na vývoji řady jugoslávských lodí, včetně těch pro Josipa Broze Tita. Během tohoto období se město nadále rozvíjelo, byly budovány nové čtvrti, kde byly založeny nové školy a veřejné instituce. V roce 1970 bylo otevřené nedaleké letiště na ostrově Krk. O tři roky později byla také založena i univerzita (její rektorát byl umístěn do budovy bývalé sušacké radnice). Vzhledem k náročnému terénu v okolí města se Rijeka rozšiřovala především oběma směry po pobřeží a při výstavbě byly preferovány hlavně výškové budovy, aby bylo zabíráno co nejméně cenného prostoru. Díky tomu vznikla panelová sídliště s věžovými domy (např. v lokalitách Turnić, Podmurvice, Gorna Vežica, Krimeja, Rastočine, Zamet a Kozala.) Výškové budovy značným způsobem pozměnily panorama města. Zlepšení v oblasti dopravy však byla pouze mírná; dálniční síť během existence SFRJ do Rijeky nedosáhla. Vlakem kvarner-ekspres trvala jízda z přístavního města do republikové metropole Záhřebu 3,5 hodiny.
V roce 2003 Rijeku navštívil papež Jan Pavel II. , mše se zúčastnilo na sto tisíc lidí. V roce 2020 byla Rijeka spolu s irským městem Galway. vyhlášena Evropským městem kultury. V souvislosti s tím město obdrželo rozsáhlou podporu od Evropské unie. Zároveň probíhá dlouhodobý proces transformace některých továren, které byly opuštěny v 90. letech během obecného trendu de-industrializace, a jejich úpravy do podoby nových kulturních nebo jiných center.

## Přírodní poměry

### Podnebí a vodstvo
Podnebí je subtropické, s deštivou zimou a sušším létem, během kterého je také nejméně oblačnosti. Sníh je vzácný, sněží v průměru 1–3 dny v roce. Mráz se vyskytuje obvykle jen v zimních měsících. Nejvyšší naměřená teplota byla 38 °C a nejnižší −9 °C. Průměrná vlhkost vzduchu se pohybuje od 62 % v červenci po 83 % v prosinci. Vane nejčastěji severní vítr. Celoročně je poměrně stálá rychlost větru 6,5–10 km/h.
Rijeka má ročně 2309,2 hodin slunečního svitu. Nejméně připadá v průměru na měsíc říjen (cca 100 hodin) a nejvíce na červenec (celkem 315 hodin).
Úhrn srážek dosahuje v měsících lednu až srpnu v průměru okolo 100 mm, poté množství srážek až do konce roku roste, a to až na 200 mm měsíčně. Roční úhrn srážek byl v období let 1992 až 2017 1605,5 mm.
| Rijeka – podnebí            | Rijeka – podnebí | Rijeka – podnebí | Rijeka – podnebí | Rijeka – podnebí | Rijeka – podnebí | Rijeka – podnebí | Rijeka – podnebí | Rijeka – podnebí | Rijeka – podnebí | Rijeka – podnebí | Rijeka – podnebí | Rijeka – podnebí | Rijeka – podnebí |
| Období                      | leden            | únor             | březen           | duben            | květen           | červen           | červenec         | srpen            | září             | říjen            | listopad         | prosinec         | rok              |
| --------------------------- | ---------------- | ---------------- | ---------------- | ---------------- | ---------------- | ---------------- | ---------------- | ---------------- | ---------------- | ---------------- | ---------------- | ---------------- | ---------------- |
| Nejvyšší teplota [°C]       | 13               | 15               | 20               | 24               | 28               | 32               | 34               | 33               | 29               | 24               | 19               | 15               | 34               |
| Průměrné denní maximum [°C] | 9                | 10               | 14               | 17               | 23               | 27               | 30               | 30               | 24               | 19               | 13               | 9                | 18,75            |
| Průměrná teplota [°C]       | 6,5              | 8                | 11,5             | 14,5             | 20               | 24               | 26               | 25,5             | 20,5             | 15,5             | 10,5             | 7                | 15,7             |
| Průměrné denní minimum [°C] | 4                | 6                | 9                | 12               | 17               | 21               | 22               | 21               | 17               | 12               | 9                | 5                | 12,9             |
| Nejnižší teplota [°C]       | −1               | −1               | 3                | 7                | 12               | 14               | 19               | 16               | 14               | 7                | 4                | 1                | −1               |
| Průměrné srážky [mm]        | 135              | 114              | 104              | 111              | 102              | 111              | 82               | 100              | 165              | 176              | 183              | 154              | 1 537            |
| Zdroj:                      |                  |                  |                  |                  |                  |                  |                  |                  |                  |                  |                  |                  |                  |

### Flora a fauna
Většina městských parků se nachází na svazích kopců, které klesají postupně k mořskému břehu. Jedná se např. o Park Vladimira Nazora, Park hrdinů (chorvatsky Park heroja), Divadelní park (Kazališni  park) nebo Pančićův park v blízkosti místního Františkánského kláštera. Známý je rovněž i park Mlaka (známý též jako veřejná zahrada – italsky Giardino Pubblico) z druhé poloviny 19. století. Krajina severním směrem od města je zalesněná, nacházejí se zde např. vrcholy Veli vrh, Pleš nebo Mačkov vrh.

## Obyvatelstvo

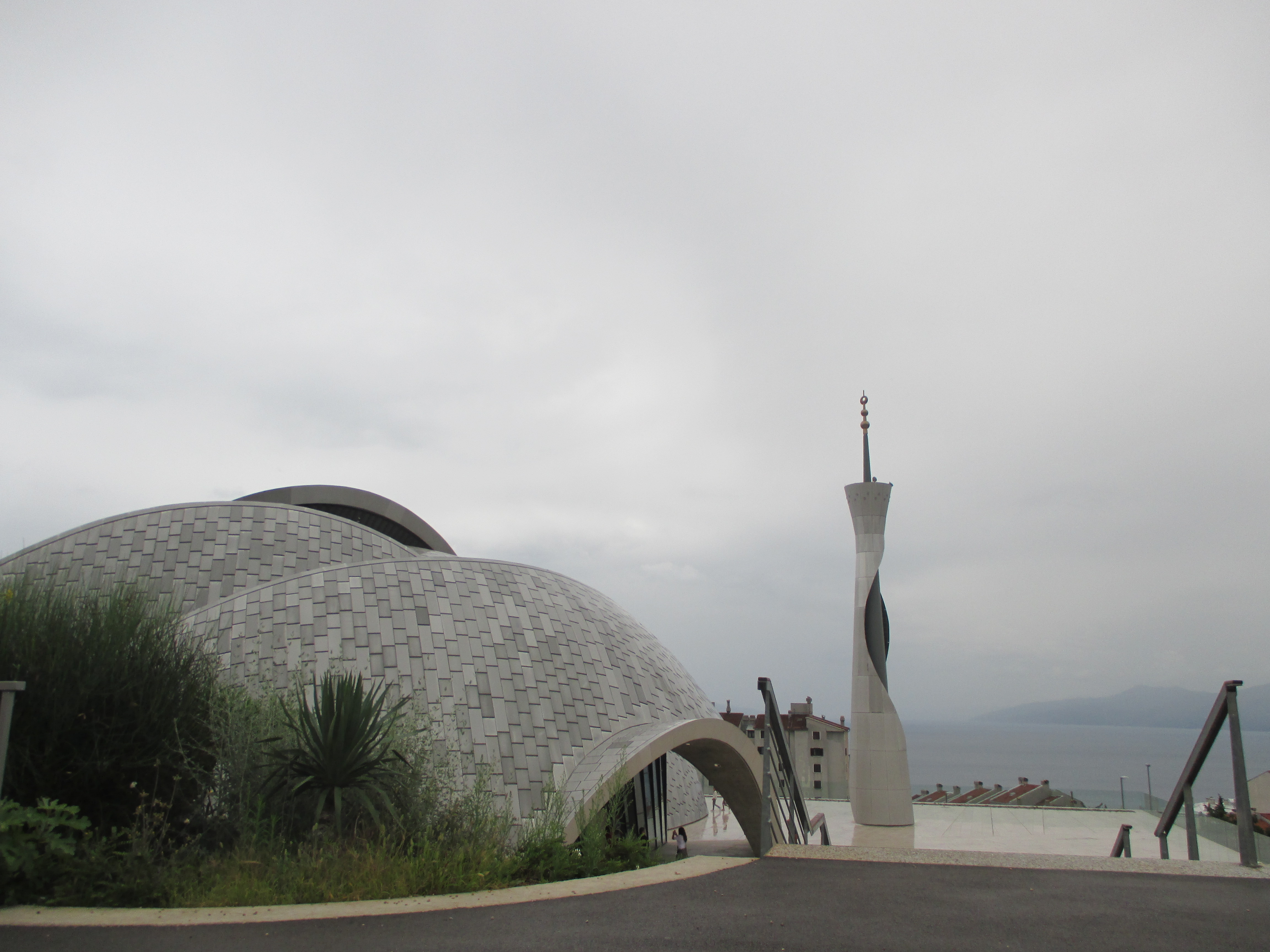
Mešita v Rijece

Rijeka je třetí město v Chorvatsku co do počtu obyvatel (po Záhřebu a Splitu). V Rijece žilo ještě v roce 1991 přes 164 000 obyvatel. Po ukončení války v roce 1995 jejich počet klesl na 128 384 obyvatel. V roce 2020 byla Rijeka domovem pro 115 995 obyvatel.
Pokles počtu obyvatel je způsoben především pro město nepříznivým migračním trendem, kdy se z Rijeky více obyvatel vystěhovává, než do ní přichází. Jen v roce 2019 se do Rijeky přistěhovalo 2644 nových obyvatel, zatímco 3231 odsud odešlo. Obyvatelstvo také postupně stárne.

### Národnostní struktura
Nejvíce je Chorvatů (82,52 %), Srbů (6,57 %), Bosňáků (2,06 %) a Italů (1,9 %). V roce 2011 se 3429 obyvatel přihlásilo k italštině jako k rodnému jazyku.
Z historických důvodů žila v Rijece již od středověku maďarská komunita. Nejpočetnější byla v letech 1870 až 1918. Prvním maďarským správcem města byl József Majláth. V té době žilo ve městě značné množství maďarských úředníků. Guvernérem byli jmenováni Maďaři a kromě vedoucích představitelů veřejné správy zde pracovalo a žilo značné množství maďarských inženýrů, železničních úředníků, policistů a učitelů. Jejich děti se vzdělávaly na střední škole s maďarským jazykem a v tomto období bylo otevřeno několik maďarských restaurací. János Kádár se narodil v Rijece. V roce 1910 žilo v Rijece 3 619 obyvatel, kteří uvedli maďarský jazyk jako svůj jazyk.
V roce 1994 byla ve městě založena Česká beseda Rijeka, která má okolo 150 členů a vydává zpravodaj Naše řeč. V roce 2009 česká komunita na ulici Ćićarijska otevřela nově vybudovaný Český dům T. G. Masaryka.

### Náboženská struktura
Celkem 71,96 % se jich hlásí k římskokatolické církvi, především Chorvati a Italové. K Srbské pravoslavné církvi se hlásí 6,95 % obyvatel. Zastoupen je i islám, především vzhledem k migraci z Bosny a Kosova v dobách socialistické Jugoslávie.
V roce 1943 zde žilo okolo 4 700 židů. V současnosti je zde jedna z deseti židovských komunit v Chorvatsku. Riječtí Židé přišlo do města někdy okolo 15. století, většinou se jednalo o sefardské Židy. Po roce 1848 se v Rijece usadili Židé askenážští. Židovská komunita těžce strádala během druhé světové války, řada Židů se vystěhovala po nástupu komunistického režimu v Jugoslávii do Terstu nebo dalších měst v regionu, případně do Izraele. V roce 2008 75 obyvatel hlásilo k judaismu. Patří jim jedna ze tří synagog, které se na celém území Chorvatska dochovaly po druhé světové válce. V roce 2008 byla po rekonstrukci znovu otevřena. Oficiálně byla židovská náboženská obec v Rijece založena v roce 1781.

### Jazyky
Oficiálním jazykem na území města je od roku 1953 pouze chorvatština (resp. dříve srbochorvatština). Většina lidí v Rijece mluví chorvatsky (čakavským dialektem). Někteří starší obyvatelé města ovládají italštinu. V minulosti (za Rakousko-Uherska) bylo město multikulturním a mnohojazyčným přístavem. 

## Obecní správa a politika

### Místní části

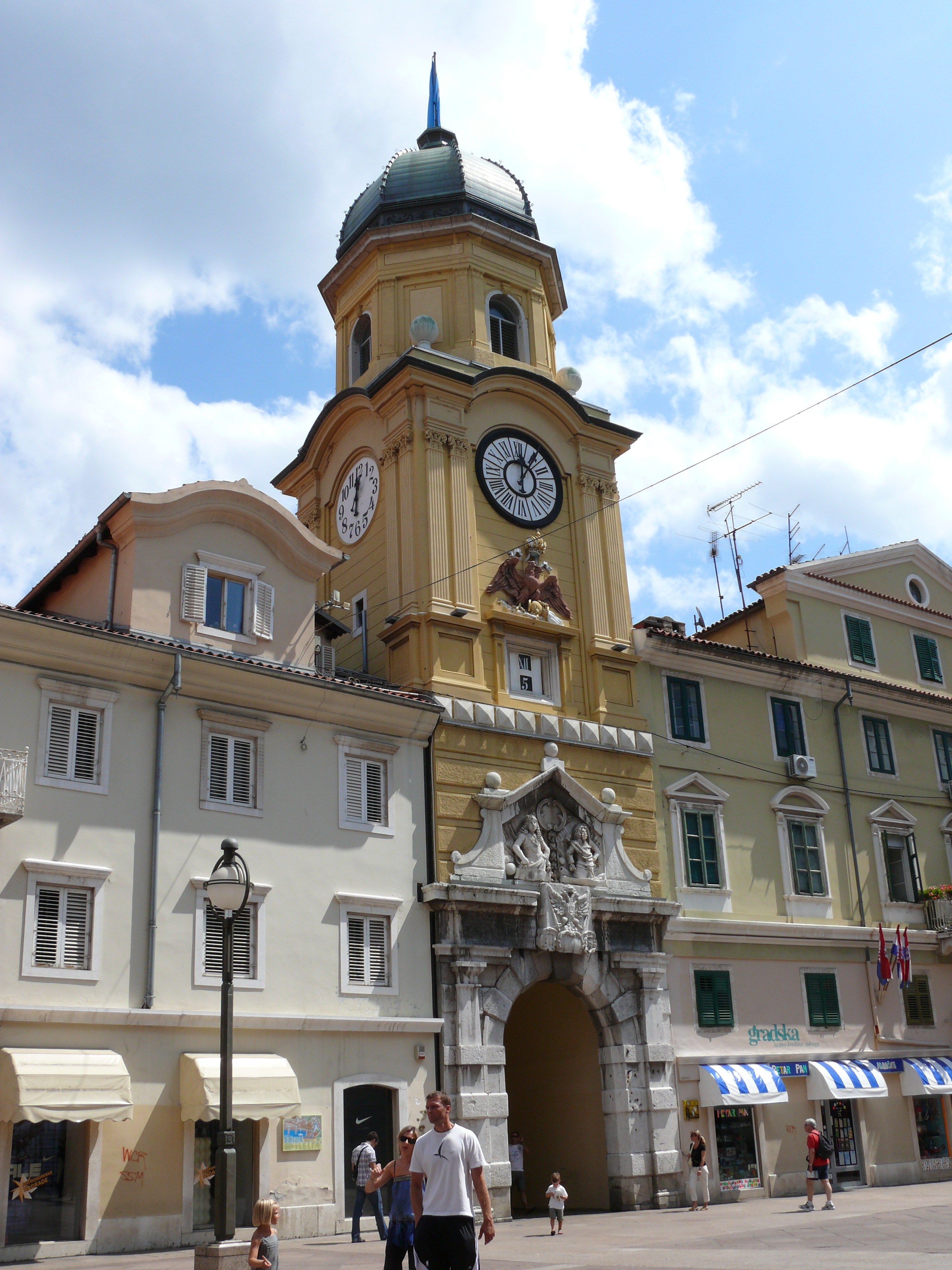
Budova radnice

Rijeka se administrativně dělí na celkem 34 městských částí:
| Pořadí | Název místní části | Rozloha (ha) | Počet obyvatel (2011) |
| ------ | ------------------ | ------------ | --------------------- |
| 1.     | Banderovo          | 35,82        | 2235                  |
| 2.     | Belveder           | 20,69        | 3501                  |
| 3.     | Brajda-Dolac       | 41,26        | 4085                  |
| 4.     | Brašćine-Pulac     | 319,29       | 2338                  |
| 5.     | Bulevard           | 28,71        | 2067                  |
| 6.     | Centrum-Sušak      | 66,07        | 1812                  |
| 7.     | Draga              | 345,30       | 1463                  |
| 8.     | Drenova            | 702,17       | 7624                  |
| 9.     | Gornja Vežica      | 90,38        | 6783                  |
| 10.    | Gornji Zamet       | 131,44       | 4829                  |
| 11.    | Grad Trsat         | 130,39       | 2296                  |
| 12.    | Grbci              | 35,65        | 1694                  |
| 13.    | Kantrida           | 362,22       | 6005                  |
| 14.    | Kozala             | 60,68        | 5284                  |
| 15.    | Krimeja            | 19,14        | 3180                  |
| 16.    | Luka               | 21,86        | 1318                  |
| 17.    | Mlaka              | 83,52        | 3992                  |
| 18.    | Orehovica          | 252,85       | 539                   |
| 19.    | Pašac              | 98,10        | 410                   |
| 20.    | Pećine             | 48,59        | 2545                  |
| 21.    | Pehlin             | 232,51       | 5553                  |
| 22.    | Podmurvice         | 78,35        | 5988                  |
| 23.    | Podvežica          | 72,57        | 6110                  |
| 24.    | Potok              | 35,78        | 1448                  |
| 25.    | Srdoči             | 228,28       | 6522                  |
| 26.    | Sveti Kuzam        | 53,79        | 240                   |
| 27.    | Sveti Nikola       | 98,79        | 9249                  |
| 28.    | Svilno             | 112,22       | 896                   |
| 29.    | Školjić-Stari grad | 27,12        | 1648                  |
| 30.    | Škurinje           | 213,50       | 5751                  |
| 31.    | Škurinjska Draga   | 89,82        | 4674                  |
| 32.    | Turnić             | 37,31        | 4539                  |
| 33.    | Vojak              | 19,66        | 2854                  |
| 34.    | Zamet              | 140,47       | 9152                  |

Další malé části jsou Bačići, Brašćine, Brig, Diračje, Gornja Drenova, Grbaste, Grohovo, Gušć, Kablari, Kostabella, Krnjevo, Marčeljeva Draga, Marči, Martinkovac, Naselje Vulkan, Orlići, Paris, Piramida, Preluk, Pod Ohrušvom, Podbreg, Pulac, Rastočine, Rujevica, Štranga, Tibljaši, Tijani, Tomasići, Turan, Tutnovo a Žakalj.
Opčina města se oficiálně dělí na dvě sídla: Město Rijeka s 124 384 obyvateli a vesnice Bakar (dio) s 240 obyvateli.

### Zastupitelstvo a starosta
V čele města stojí starosta (chorvatsky gradonačelnik), který zastupuje město navenek. Volí jej zastupitelstvo města. Rada města (kolektivní orgán, který řídí město) má minimálně dva místostarosty, kteří starostu v době jeho nepřítomnosti zastupují.
Zastupitelstvo města (chorvatsky gradsko vijeće) má 33 členů, kteří jsou voleni v komunálních volbách. Po jednom zastupiteli je voleno z komunity italské a srbské národnostní menšiny. Zastupitelstvo má svého předsedu a dva místopředsedy, jeden místopředseda musí být zástupce jedné z národnostních menšin. Zastupitelstvo schvaluje/doplňuje Statut msta Rijeky, schvaluje městský rozpočet, dohlíží na hospodaření města apod. Volební období rijeckých zastupitelů je čtyřleté.

### Konzuláty
V Rijece se nacházejí konzuláty Rakouska, Česka, Dánska, Finska, Chile, Itálie, Maďarska, Norska, Německa, Rumunska, Srbska, Švédska a Turecka.

## Hospodářství a doprava

### Ekonomika

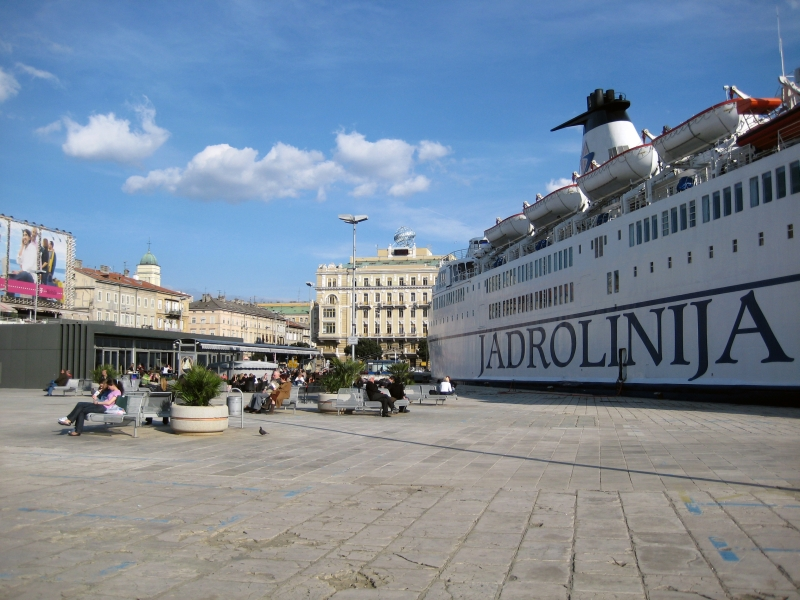
Loď společnosti Jadrolinija

Rijeka je co do počtu obyvatel třetím největším městem v zemi (po Splitu a Záhřebu), což z ní činí značné centrum řady odvětví. Je to důležité průmyslové město s loděnicí, ropnou rafinérií a koncovou stanicí jadranského ropovodu.
Značná část místního obyvatelstva byla historicky zaměstnána v rijeckých loděnicích. Těch je několik; Loděnice 3. května (chorv. 3. maj) byly založeny již v roce 1892 a později restrukturalizovány v roce 1906 pod názvem Danubius. Pro Rakousko-Uhersko se jednalo o klíčový podnik, který umožňoval monarchii získat kontrolu nad Jaderským mořem. Loděnice byla zničena německou armádou za války a obnovena socialistickou vládou. Loděnice Viktora Lenaca byly založeny v roce 1896 (jako firma Lazarus), současný název mají od roku 1948.
Vzhledem k ekonomické transformaci země po roce 1991 klesal význam průmyslu ve prospěch služeb, především turistiky. V druhé dekádě 21. století bylo okolo poloviny obyvatel Rijeky zaměstnáno v malých firmách/společnostech. Malé subjekty se podílí na 43 % celkové ekonomické aktivity města. Ekonomická konjunktura v druhé polovině druhé dekády století vedla také k poklesu dlouhodobě problematické nezaměstnanosti, a to z devíti tisíc v roce 2011 na pouhé tři tisíce v roce 2019.

### Média
Nezávislý deník Novi list vychází v Rijece od roku 1890 a je stěžejním deníkem v regionu. Představuje jedny z mála novin, které jsou kritické jak k chorvatské vládě, tak i opozici.[zdroj?] Nezávislý italský deník La Voce del Popolo vychází v Rijece více než 120 let (s přestávkami).
Regionální televizní stanice RiTV informuje převážně o dění z regionu. Chorvatské rádio spadající pod HRT spravuje rozhlasovou stanici Radio Rijeka, která je v provozu od roku 1945. Existuje také mnoho dalších stanic, například Radio SVID, Radio Sušak nebo Radio Trsat.

### Doprava

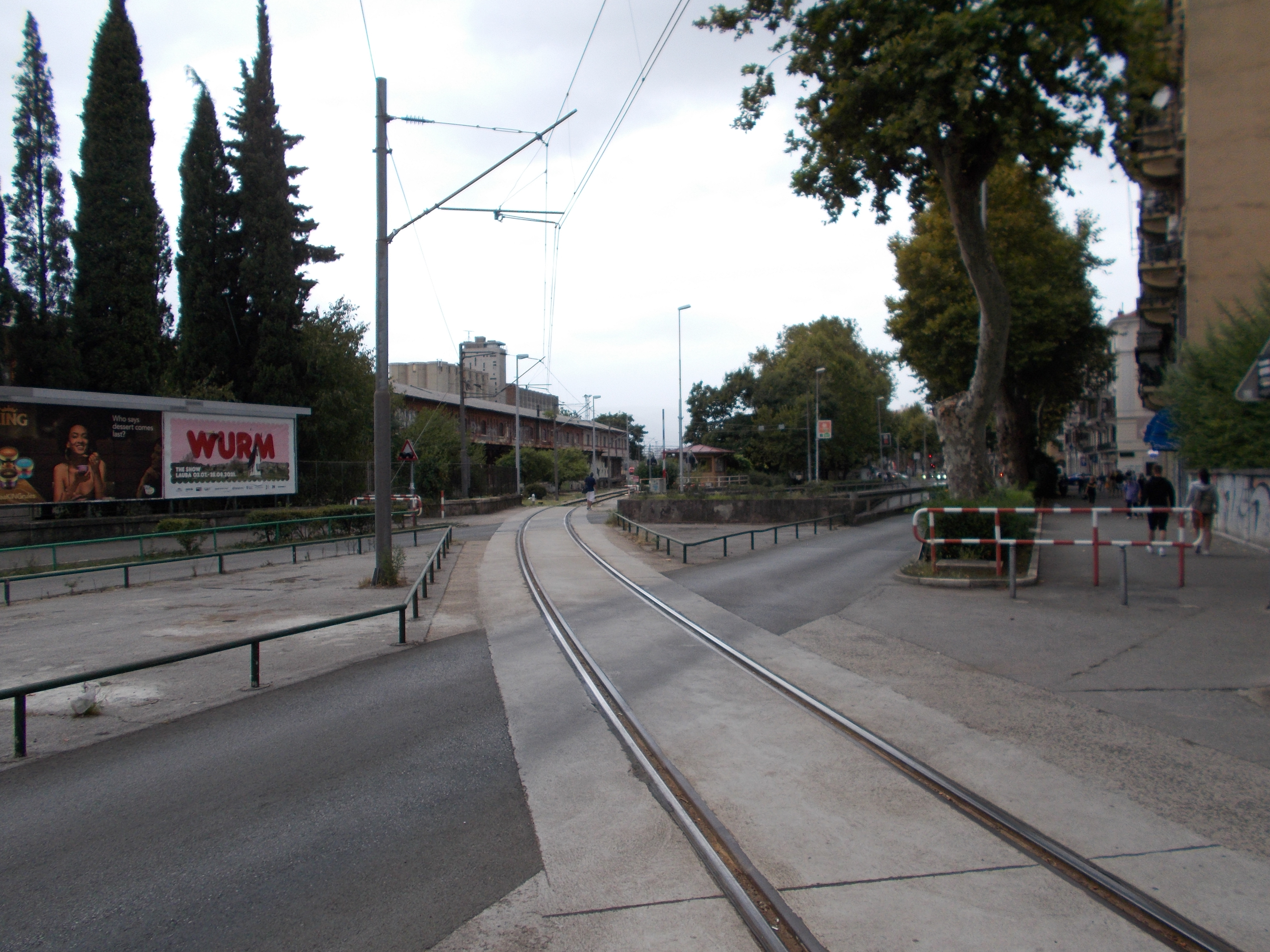
Trať na Záhřeb

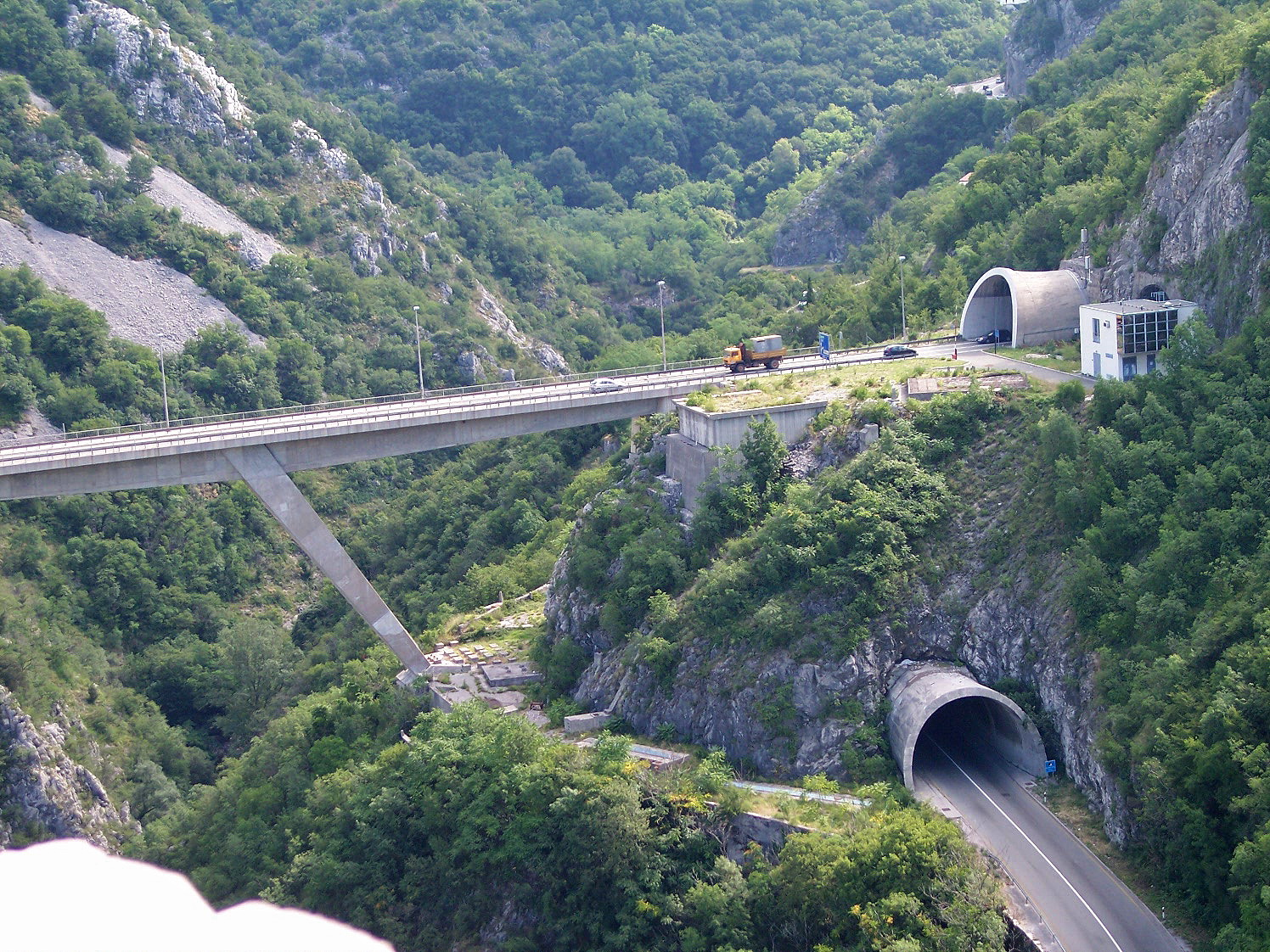
Most přes řeku Rječinu

Rijeka je největším přístavem Chorvatska s ročním obratem 13 milionů tun. Kromě přístavu se zde nachází i loděnice. Trajekty odtud jezdí na blízké ostrovy (Krk, Cres) a do některých chorvatských a italských měst.
V Rijece sídlí také dopravní společnost Jadrolinija. Vzhledem k tomu, že právě přístav umožnil historický rozvoj města do současné podoby se hlavní přístav i nádraží nacházejí v samotném středu města. Ústí řeky Rječina, které bylo do jisté míry upraveno také na kotviště, nese dnes název Mrtvý kanál (chorvatsky Mrtvi kanal).
Rijeka je napojena na dálnici A6, která směřuje do Karlovace a do Záhřebu, dále potom na dálnici A7, která směřuje do Slovinska. Rychlostní silnice směřuje z Rijeky i k městu Opatija a na poloostrov Istrie. Do pobřežních měst Crikvenica a Novi Vinodolski vede silnice D8 (známá též jako Jadranská magistrála). Na nedaleký ostrov Krk byl v 2. polovině 20. století postaven silniční most. Obyvatelstvo města je vysoce motorizované; v roce 2017 připadalo na 1000 obyvatel Rijeky celkem 507 aut, což je na třetím místě v Chorvatsku (po istrijské župě a hlavním městu Záhřebu).
Autobusové nádraží Rijeka je obsluhováno pravidelnými autobusovými linkami se všemi velkými chorvatskými městy, jako je Záhřeb, Osijek, Slavonski Brod, Đakovo, Nova Gradiška, Požega, Vukovar, Gospić, Karlovac, Zadar, Šibenik, Split, Makarska a Dubrovník. Časté jsou odjezdy směrem na Istrii, na ostrovy Cres, Lošinj, Krk, Rab a Pag a do měst kolem Crikvenice, Novi Vinodolski a Senj. Z mezinárodních linek jsou pravidelné odjezdy směr Německo, Švýcarsko, Itálie, Bosna a Hercegovina a Srbsko. Výhledově by mělo být přemístěno.
Z místního nepříliš frekventovaného nádraží jezdí vlaky do Záhřebu, Osijeku a do Lublaně, v letní sezóně počet destinací stoupá o některá středoevropská města. V roce 2020 vyjela z Prahy hlavního nádraží do Rijeky přímá vlaková linka od RegioJetu.

Zajímavostí je náročné trasování tratě na Záhřeb centrem města. Železniční trať Záhřeb–Rijeka překonává hned v Rijece nemalé stoupání (jen v úseku vedeným samotným městem je to 200 m). Část trati je vedena i v tunelu (tunel Brajdica) a trať také směřuje přímo po námořní promenádě Riva. Severozápadním směrem je také z Rijeky vedena i železniční trať do Slovinska, která přes město Ilirska Bistrica směřuje do Lublaně a do Terstu.
Letiště Rijeka bylo otevřeno v roce 1970 a nachází se na ostrově Krk 26 km jihovýchodně od města. Zaměřuje se především na charterové lety, byť v posledních letech se zvyšoval počet pravidelných leteckých linek. V roce 2017 letiště využilo 141 111 cestujících, do roku 2020 předpokládalo město Rijeka zvýšit počet odbavených cestujících až na půl milionu, nakonec se podařilo v roce 2019 dosáhnout dvou set tisíc odbavených. Vzhledem k pandemii nemoci COVID-19 toto číslo pokleslo následovně na padesát tisíc.
Místní a městskou dopravu zajišťují autobusy na 17 linkách. V letech 1899–1952 zde byla provozována také tramvajová doprava, kterou nahradily trolejbusy, zrušené roku 1971.
V rámci individuální automobilové dopravy se ve městě v letech 2015–2017 pohybovalo na 53 000 silničních vozidel denně.

### Infrastruktura
Zdrojem pitné vody pro město Rijeka je řeka Rječina, jejíž voda se rozvádí prostřednictvím vodovodní sítě v celkové délce 853 km. Kromě ní se využívá voda ještě z několika podzemních pramenů, které jsou rovněž na síť napojené. Na vodovod je napojeno 99,85 % obyvatel města, průměrný riječan spotřebuje 130 l vody denně.
Plynofikace byla realizována sítí zbudovanou v 60. a 70. letech 20. století. Plynový rozvod Rijeky je napojen na centrální chorvatský plynovod, který směřuje z Rijeky do města Pula na západě a Karlovac na východě.
Místní pláže jsou oceněny (některé) Modrou vlajkou.

## Školství, kultura a sport

### Školství

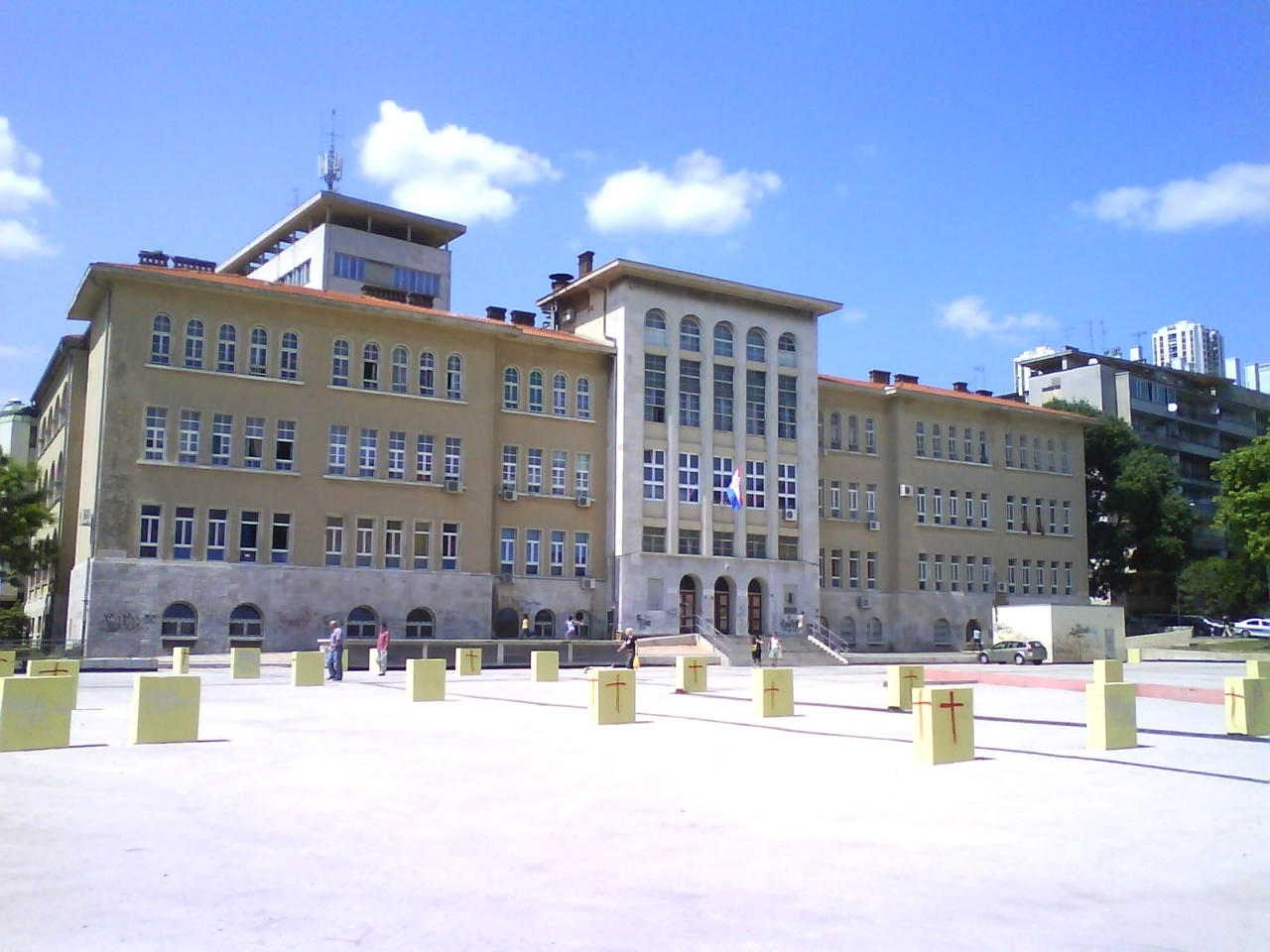
Základní škola Nikoly Tesly

Na území města Rijeky se nachází celkem 28 vzdělávacích institucí. Město Rijeka je zřizovatelem 24 z nich. Některé vzdělávací instituce jsou soukromé.
Ve městě se nachází 14 odborných škol a 4 gymnázia. Italská střední škola působí v Rijece od roku 1888.
Od roku 1973 má Rijeka vlastní univerzitu (chorvatsky Riječko sveučilište). V rámci ní působí Akademie výtvarných umění, ekonomická, filozofská, stavební, lékařská, námořní, právní a technická fakulta. Fakulta ekonomiky a turistky je umístěna v istrijském městě Pula, Vysoká pedagogická škola má svoje pobočky i ve městě Gospić. Existuje zde také vyšší odborná škola PAR. 
V Rakousko-Uhersku byla Rijeka známá především díky námořní škole, kde byli vychováváni budoucí důstojníci v rakouském námořnictvu. Škola především vzdělávala potomky dobře postavených aristokratických rodin, technické vzdělání však bylo zajištěno i řadě nadaných žáků.

### Kultura a turistika
Rijeka je oblíbené turistické letovisko – především kvůli svým památkám, jako barokní jezuitský Chrám sv. Víta, vystavěný na kruhovém půdorysu, kostel sv. Jeronýma, paláce z 19. století (např. Vranyczanský palác nebo budova hlavní pošty), kapucínský kostel z počátku 20. století, pozůstatky římského osídlení či výstavní Korzo a úzké uličky ve středu města, poté pro mořské pobřeží. Mezi kulturní památky patří také industriální stavby (továrny, zbudované v druhé polovině 19. století). Městská věž, pozůstatek původního městského opevnění, vznikla na místě starší brány v 18. století. Navštěvována je rovněž i pevnost (původní zmíněný hrad Trsat), který se nachází východně od středu města.
Jsou zde také divadla, univerzita (1973), galerie a mnoho muzeí. V bývalém guvernátorském paláci dnes sídlí muzeum regionální historie a námořnictví (chorvatsky Povijesni i pomorski muzej). Dále zde je také Muzeum moderního a současného umění a Muzeum přírodních věd. Od roku 1982 se ve městě každoročně v lednu a únoru pořádá karneval, který navštíví až 120 000 lidí. Pořádán je pravidelně v zimě, v roce 2020 byl z důvodu pandemie nemoci COVID-19 poprvé uskutečněn v létě.
Mezi oblíbené kulturní akce v Rijece patří např. Rijecké letní noci (chorvatsky Riječke ljetne noći), které organizuje Chorvatské národní divadlo, dále Léto na Gradině, Revue loutkového divadla, kterou organizuje Městské divadlo loutek Rijeka, Mezinárodní festival malých scén, Jazz time festival, Festival komorní hudby, Mezinárodní bienále komiksů a další.
V blízkosti Rijeky se nachází také Národní park Risnjak.
Město Rijeka bylo mezi čtyřmi chorvatskými kandidáty zvoleno za Evropské město kultury v roce 2020. V rámci tohoto titulu byly ve městě otevřeny některé nové budovy a kulturní objekty, jejichž obnovu a rozvoj umožnily evropské fondy.
V roce 2017 navštívilo Rijeku 134 472 turistů, z nichž cca 30 tisíc byli návštěvníci z Chorvatska a zbytek ze zahraničí. Zhruba polovina návštěvníků se ubytovávala v soukromí, jedna třetina v hotelech, 15 % v hostelech a 10 % v nekomerčních ubytovacích zařízeních. Město je nicméně z turistického hlediska relativně méně atraktivní, než jiná na chorvatském pobřeží Jaderského moře. V roce 2019 navštívilo Rijeku 166 534 turistů, z nichž 135 168 bylo návštěvníků zahraničních a 31 366 domácích. Uskutečněno bylo celkem 467 639 přenocování. Po pandemii nemoci COVID-19 došlo k postupnému uživení turistického ruchu; v první polovině roku 2021 přijelo do Rijeky celkem 22 tisíc lidí.

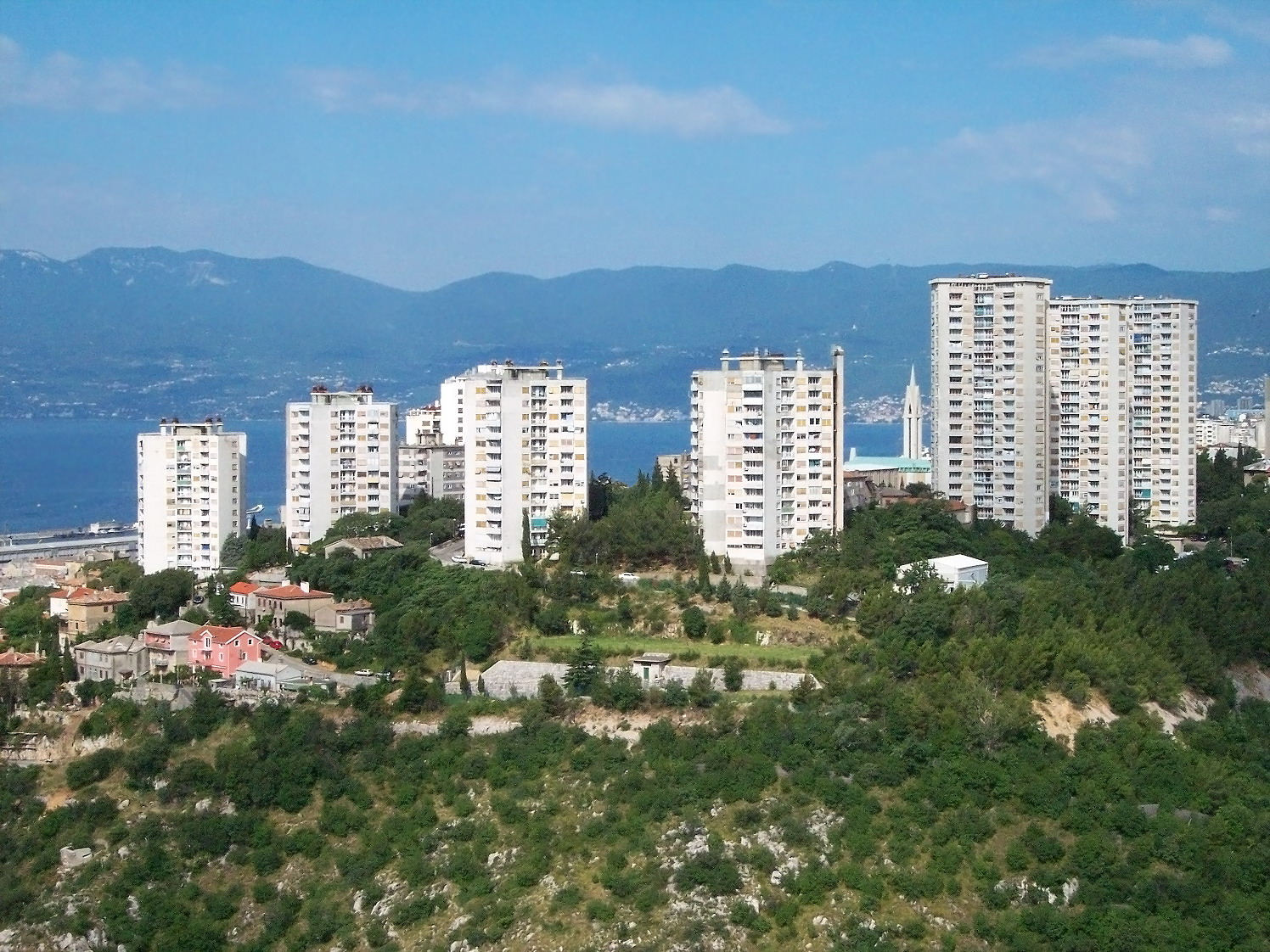
Výškové budovy v Rijece
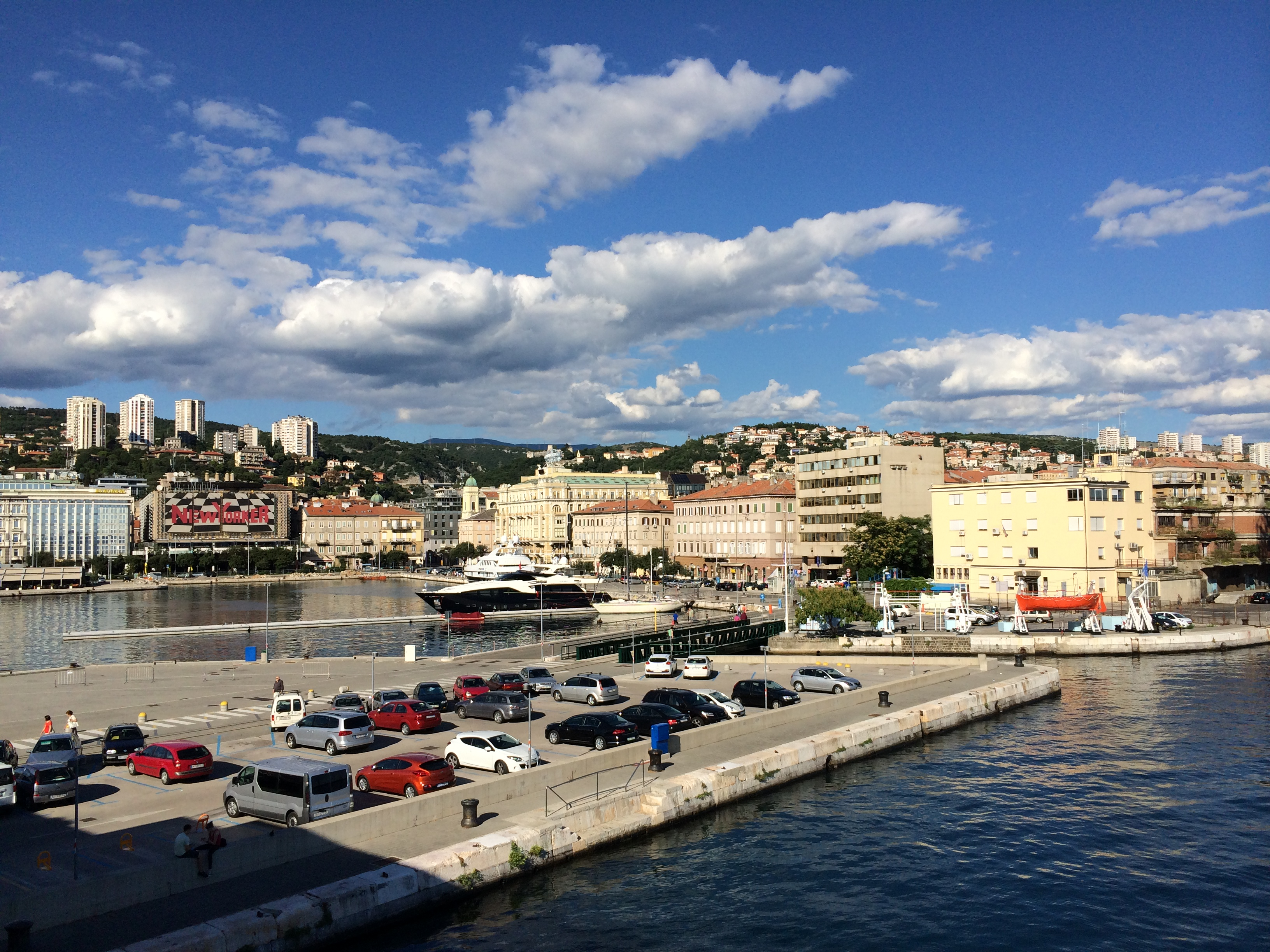
Rijecký přístav
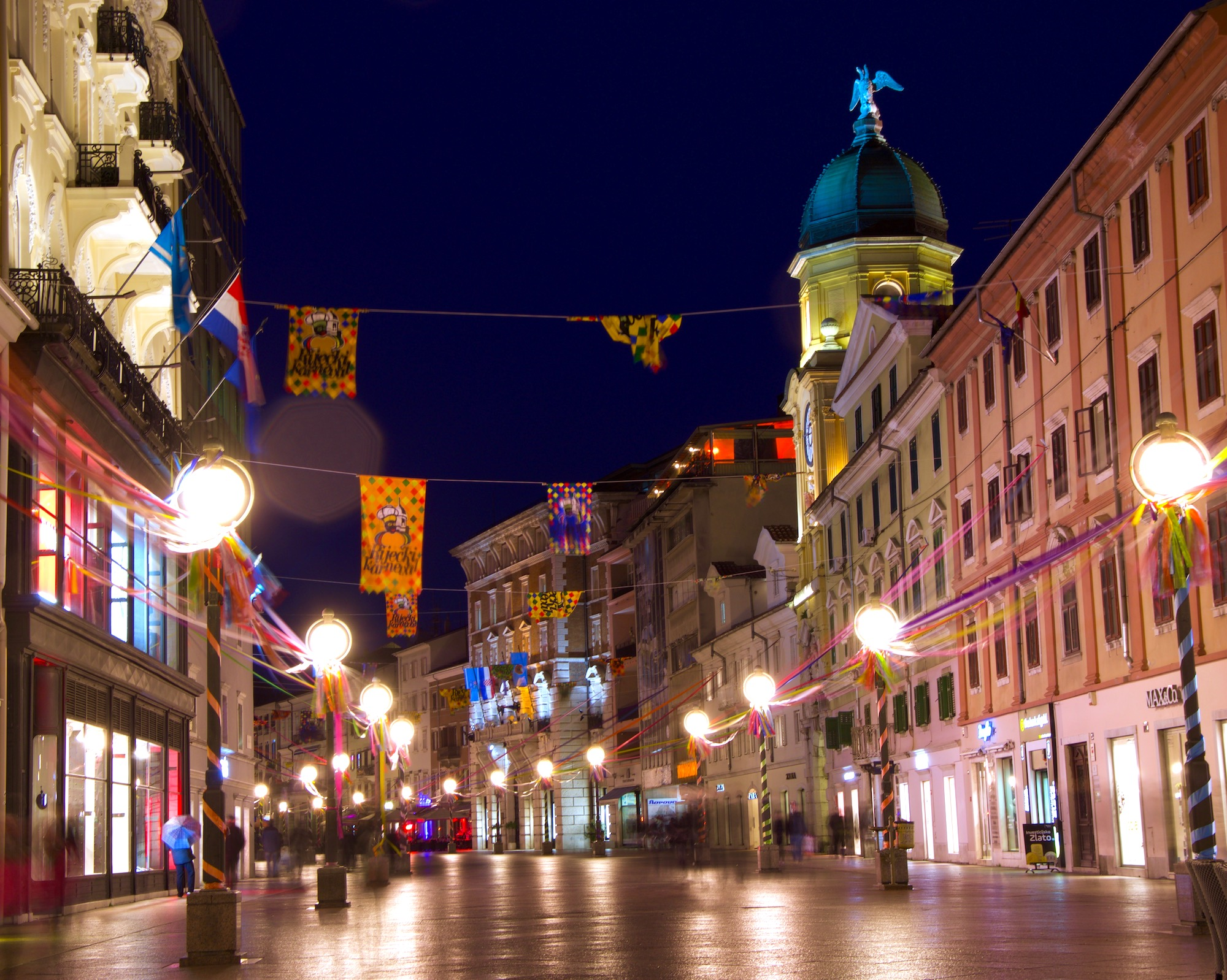
Třída Korzo v noci
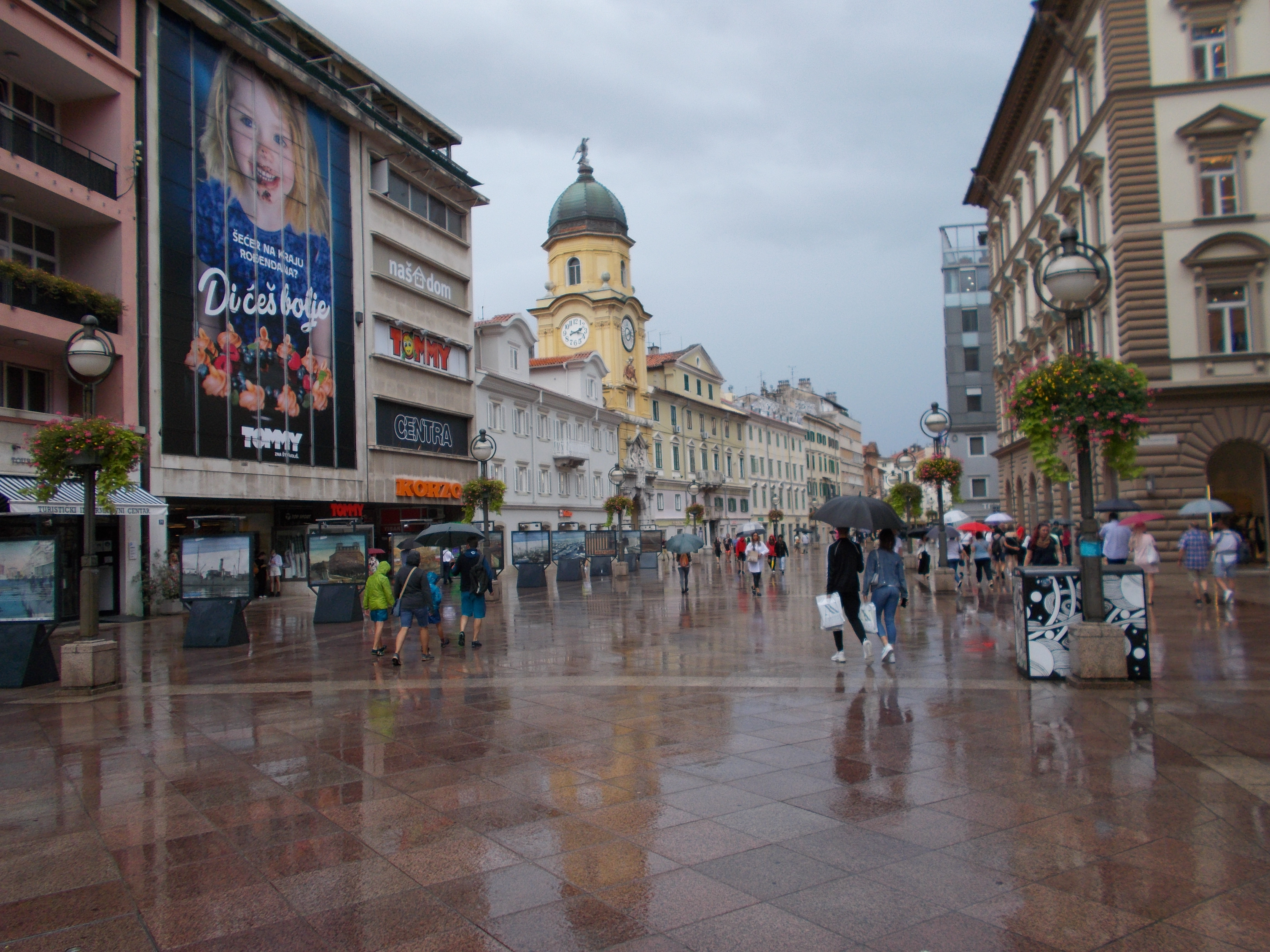
Třída Korzo ve dne
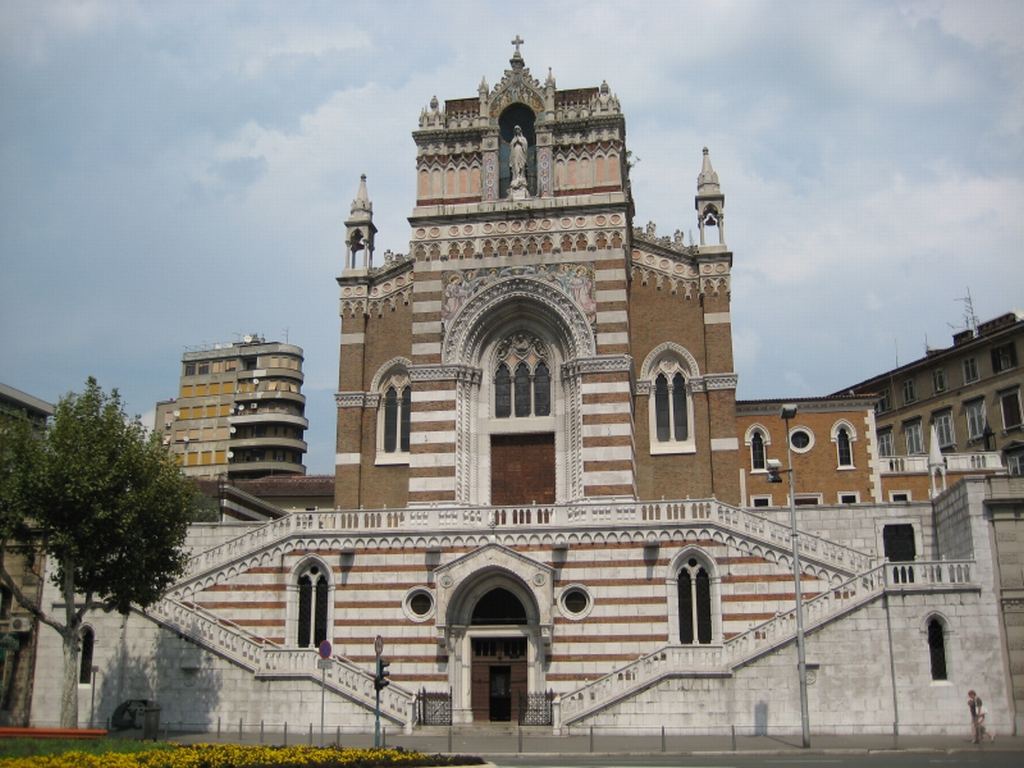
Kostel Panny Marie Lourdské
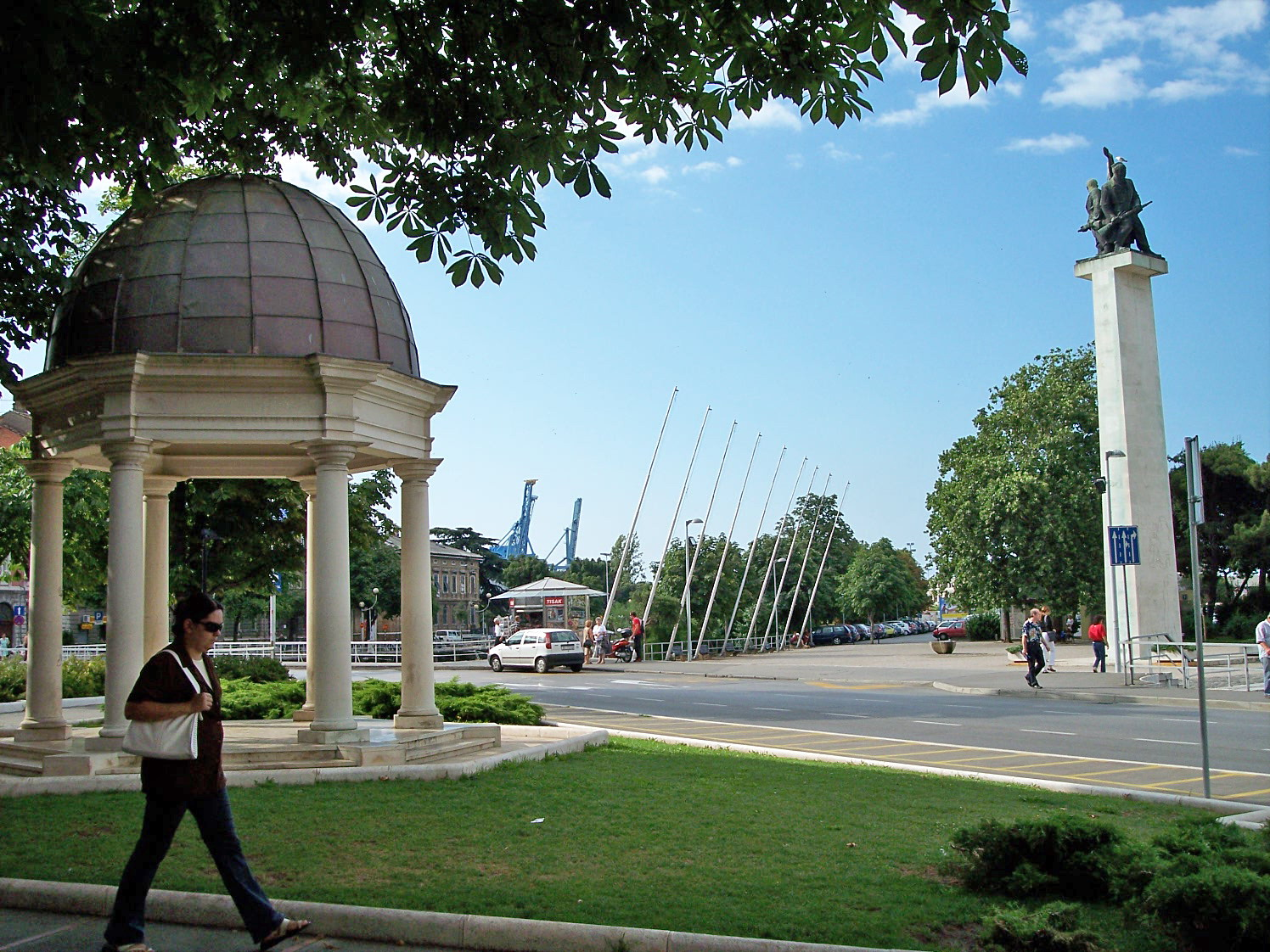
Střed města
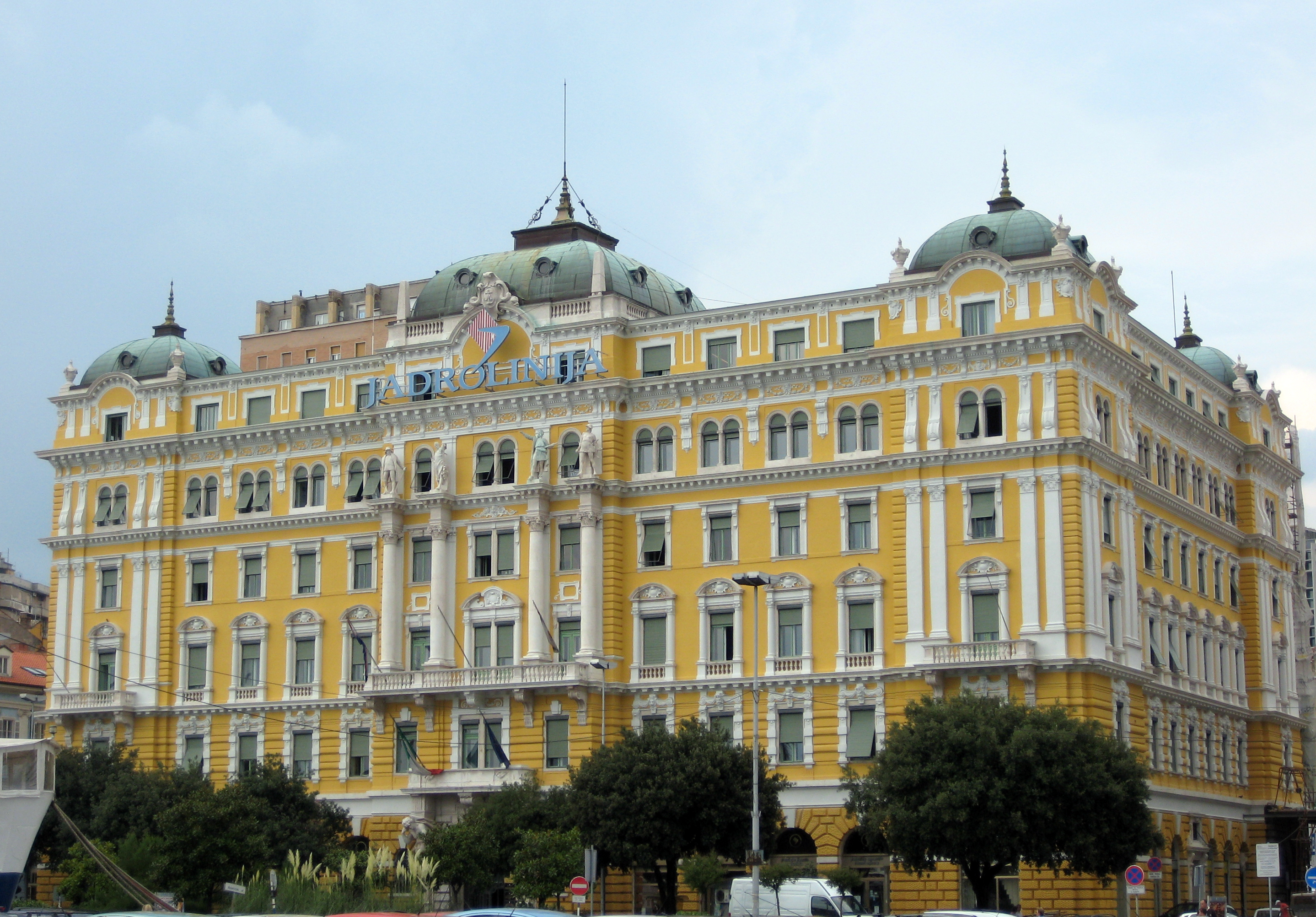
Palác Jadran
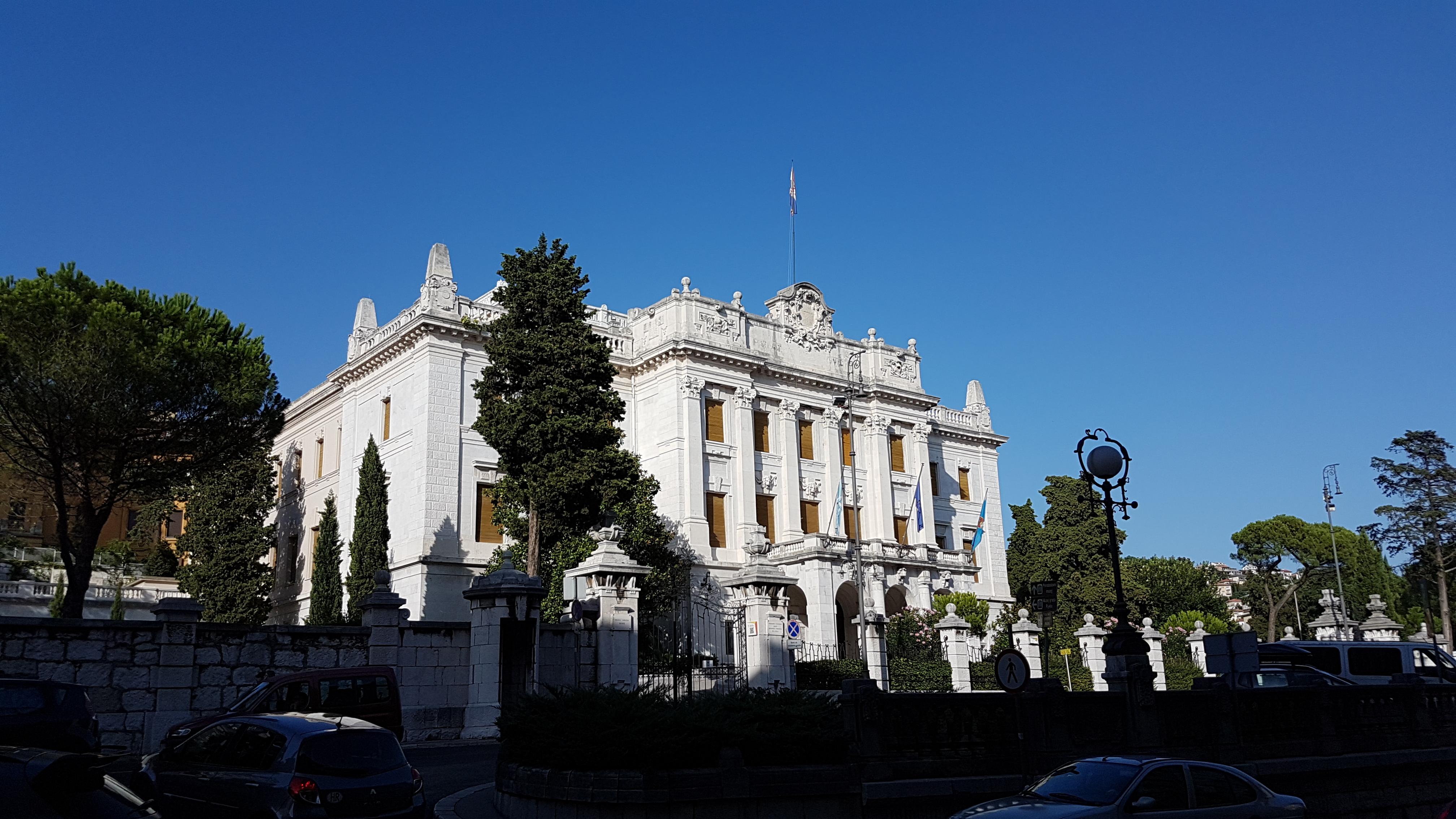
Palác guvernéra, dnes muzeum
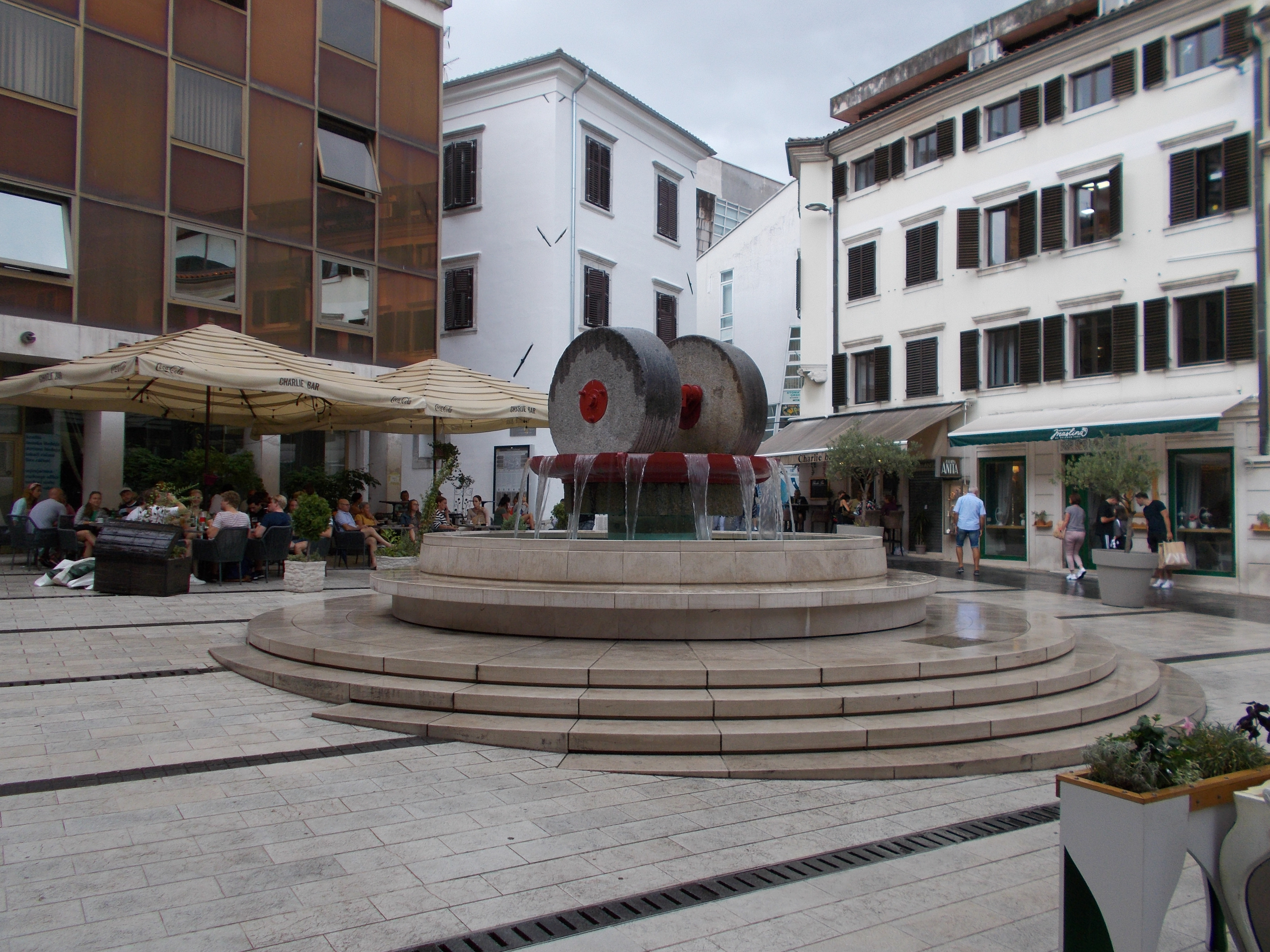
Náměstí Ivana Koblera
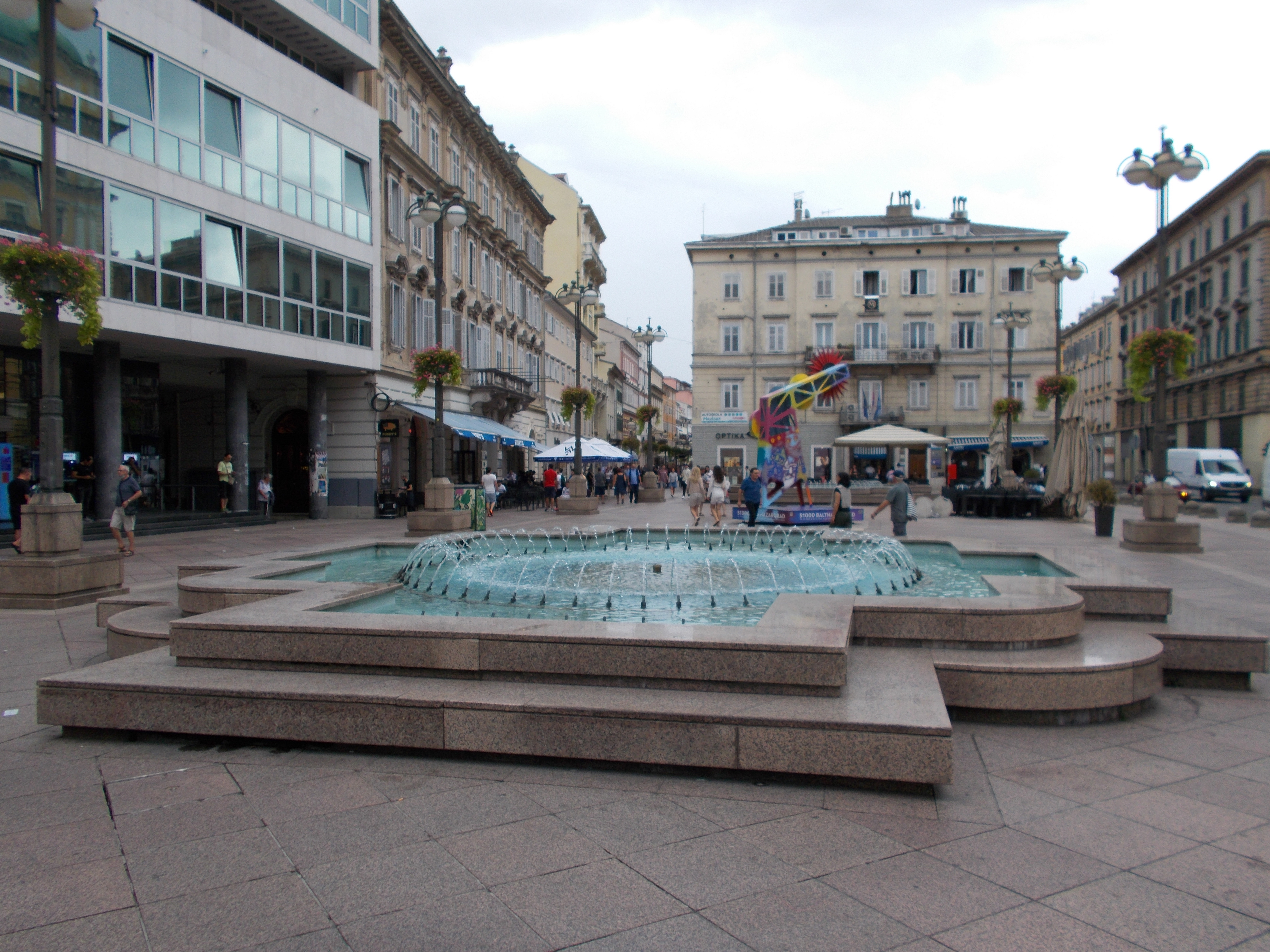
Jadranské náměstí

### Sport

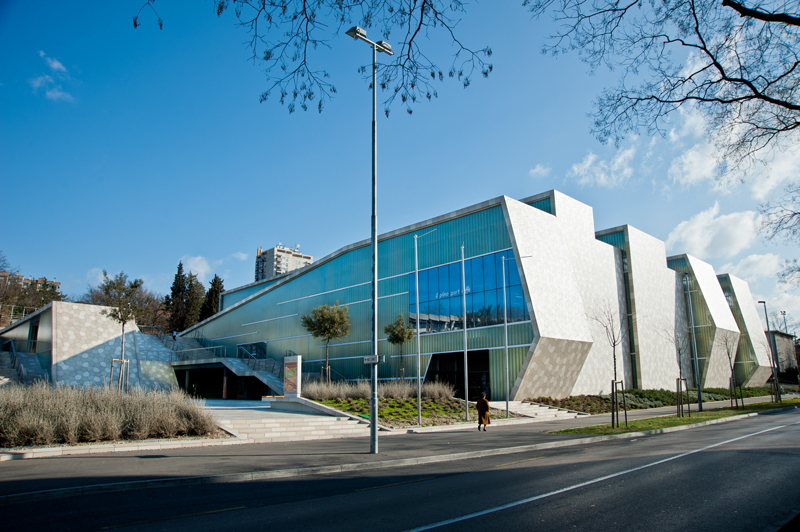
Sportovní hala Zamet

Sídlí zde fotbalový klub HNK Rijeka, který hraje v první chorvatské fotbalové lize, a který vyhrál chorvatský i jugoslávský fotbalový pohár. Naposledy tomu tak bylo v sezoně 2016/2017.
V Rijece působí celkem 38 sportovních organizací.
Řada místních sportovců získala medaile na různých mezinárodních soutěžích. V roce 2008 např. vybojovala místní sportovkyně Snežana Pejčić bronzovou medaili na olympijských hrách v Pekingu ve střelbě.
Místní klub vodního póla VK Primorje Rijeka v roce 2013 vyhrál Adria ligu, kterou hrají proslulé týmy z Chorvatska, Černé Hory a Slovinska.
V letech 1978 až 1990 se Grand Prix Jugoslávie konala třináctkrát na Automotodromu Grobnik v rámci mistrovství světa motocyklů. Závody na tomto okruhu pokračovaly i po rozpadu Jugoslávie a byly často i navštěvovány řadou turistů ze zahraničí.

## Osobnosti
- Ivan Zajc (1832–1914), byl chorvatský hudební skladatel, zakladatel chorvatské vážné hudby a opery, autor chorvatské národní opery Nikola Šubić Zrinjski.
- Janko Polić Kamov (1886–1910), dramatik a romanopisec, představitel chorvatské literární moderny
- Alexander Hoyos (1876–1937), diplomat
- Robert Ludvigovič Bartini (1897–1974), byl sovětský letecký konstruktér a vědec
- Ödön von Horváth (1901–1938)[43], německy píšící dramatik a spisovatel
- Mario Varglien (1905–1978), bývalý fotbalista
- János Kádár (1912–1989)[44], komunistický politik, generální tajemník Maďarské socialistické dělnické strany (MSZMP) a premiér Maďarské lidové republiky.
- Abdon Pamich (1933), atlet a chodec
- Mihaly Csikszentmihalyi (1934), psycholog
- Samir Barać (1973), bývalý vodní pólista
- Vladimir Vujasinović (1973), srbský vodní pólista.
- Luciano Sušanj (1948–2024), bývalý atlet
- Josip Bozanić (1949), chorvatský římskokatolický kněz, arcibiskup záhřebský a kardinál
- Slavenka Drakulićová (1949), spisovatelka a novinářka.
- Azra Bašičová (1959), bývalá vojačka
- Mladen Mladenović (1964), fotbalista a reprezentant
- Sacha Pecaric (1965), původem chorvatský rabín, filosof a vydavatel židovské literatury
- Kolinda Grabarová Kitarovičová (1968), politička, bývalá 4. prezidentka  Chorvatské republiky, jako první žena v této funkci
- Dario Smoje (1978), bývalý chorvatský fotbalový obránce
- Snježana Pejčić (1982), chorvatská sportovní střelkyně ze vzduchovky a malorážky.
- Jakov Fak (1987), biatlonista
- Antonio Mance (1995), fotbalový útočník, hráč slovenského klubu AS Trenčín.
- Vinko Jelić, skladatel
- Josef Bardarini, profesor teologie a ředitel univerzitní knihovny ve Štýrském Hradci

## Partnerská města
- Bitola, Severní Makedonie
- Burgas, Bulharsko
- Este, Itálie
- Faenza, Itálie
- Jalta, Ukrajina/Rusko
- Janov, Itálie
- Kawasaki, Japonsko
- Kolín nad Rýnem, Německo
- Ljubljana, Slovinsko
- Neuss, Německo